# Transporte Aéreo Militar
Transporte Aéreo Militar (Trasporto Aereo Militare), o più semplicemente TAM, era una compagnia aerea con sede a La Paz, in Bolivia. Di proprietà della Fuerza Aérea Boliviana, era stata fondata per offrire voli alle comunità rurali dove le compagnie aeree commerciali non potevano operare in modo redditizio. Ha operato anche in concorrenza con le compagnie aeree commerciali su molte delle rotte interne della Bolivia. Nel settembre 2019, la compagnia aerea ha sospeso tutte le operazioni.

## Storia
TAM iniziò a volare il 15 giugno 1945 con l'acquisizione di nuovi Douglas C-47 e nel 1955 iniziò le operazioni commerciali.
(Sito web di TAM, riepilogo storico)
Il nome originale (dal 1944) era "El Escuadrón de Transporte Aéreo" (ETA). Nel 1953 il nome fu cambiato in Transporte Aéreo Militar. Questa eredità si riflette nelle parole "Grupo Aéreo 71" che appaiono come parte del logo TAM.
La compagnia aerea ha interrotto i suoi voli da luglio 2018. Il 27 marzo 2019, ha ottenuto l'autorizzazione per ricominciare a volare, ma durante quel periodo non è riuscita a ottenere un'autorizzazione operativa dall'ATT; questo l'ha portata a cessare nuovamente tutte le operazioni il 23 settembre 2019.

## Destinazioni
Quando sono cessate le operazioni, Transporte Aéreo Militar operava voli verso le seguenti destinazioni:
| Stato   | Città                   | Aeroporto                                         |
| ------- | ----------------------- | ------------------------------------------------- |
| Bolivia | Cobija                  | Aeroporto Captain Aníbal Arab                     |
| Bolivia | Cochabamba              | Aeroporto Internazionale Jorge Wilstermann        |
| Bolivia | Guayaramerín            | Aeroporto di Guayaramerín                         |
| Bolivia | La Paz                  | Aeroporto Internazionale di El Alto               |
| Bolivia | Riberalta               | Aeroporto di Riberalta                            |
| Bolivia | Rurrenabaque            | Aeroporto di Rurrenabaque                         |
| Bolivia | Santa Cruz de la Sierra | Aeroporto El Trompillo                            |
| Bolivia | Sucre                   | Aeroporto Internazionale Juana Azurduy de Padilla |
| Bolivia | Tarija                  | Aeroporto Capitán Oriel Lea Plaza                 |

## Flotta
Transporte Aéreo Militar operava in precedenza con i seguenti aeromobili:
- Boeing 737-200
- Boeing 737-300
- British Aerospace 146-200
- CASA C-212
- Convair CV-440
- Convair CV-580
- Curtiss C-46A
- Douglas C-47[5]
- Douglas DC-3
- Douglas DC-4
- Fokker F27
- IAI Arava 201
- Lockheed L-188A Electra[6]
- Xian MA60

## Incidenti
Vengono riportati di seguito i principali incidenti della compagnia.
- Il 21 gennaio 1950, il Douglas C-47 di marche TAM-10 precipitò in condizioni meteo avverse. Le vittime furono 33.[8]
- Il 21 gennaio 1958, il Douglas DC-3 di marche TAM-04 si schiantò contro una montagna mentre volava da Tipuani a La Paz. Le vittime furono 11.[8]
- Il 15 ottobre 1958, il Douglas C-47 di marche TAM-03 si schiantò contro una montagna mentre volava da Fortin Campero a Tarija. Le vittime furono 20.[9]
- Il 4 luglio 1966, il Douglas C-47 di marche TAM-07 precipitò mentre era in rotta verso Cobija. Le vittime furono 13.[10]
- Il 17 febbraio 1971, il Curtiss C-46 di marche TAM-60 precipitò mentre era in rotta verso San Borja. Le vittime furono 12.[11]
- Il 10 gennaio 1974, il Douglas DC-4 di marche TAM-52 scomparve mentre volava da Santa Rosa a La Paz e non venne più ritrovato. Le vittime (si ritiene) furono 24.[12]
- Il 27 ottobre 1975, il Convair CV-440 di marche TAM-44 non riuscì a salire di quota per superare le montagne intorno a Tomonoco e si schiantò su una di esse poiché sovraccarico. Le vittime furono 67.[13]
- Il 2 marzo 1976, lo IAI Arava 201 di marche TAM-56 precipitò nella giungla nel Sud-Est della Bolivia. Le vittime furono 19.[14]
- Il 9 gennaio 2012, lo Xian MA60 di marche FAB-96 effettuò un belly landing all'aeroporto di Guayaramerin. Non era la prima volta che l'aereo effettuava atterraggi di questo genere, in quanto un belly landing era già accaduto nel marzo 2011.[15]